# Mike Starink

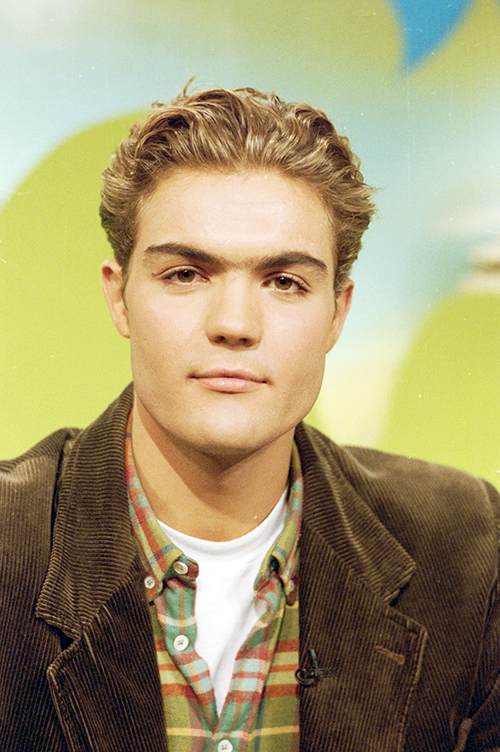
Mike Starink, 1991

Mike Starink (* 18. Oktober 1970 in Arnhem) ist ein niederländischer Hörfunk-/Fernsehmoderator und Schauspieler.
Im Alter von 19 Jahren wurde er nach Probeaufnahmen beim Radiosender Nederlandse Christelijke Radio Vereniging (NCRV) Moderator für den Disney Club. Neben der Radiosendung wurde aus dem Thema auch eine Kindershow die sechs Spielzeiten lang im niederländischen Theater gespielt worden ist. Für MediActive arbeitete er danach als Produzent eines Programms des Kabarettduos Lebbis & Jansen für den Sender Televisie en Radio Omroep Stichting (TROS). 1990 spielte er dann in dem 48 Minuten langen Film Spelen of sterven von Frank Krom mit. Im Jahr 1995 unterzeichnete er einen Vertrag mit Joop van den Ende Productions. Nach Call TV folgte für Starink das Nachtprogramm The Loung. 1996 präsentierte er täglich das Datingprogramm Liefde op het eerste gezicht für Veronica. Danach folgte für Starink das erotische Lifestyle-Magazin Erolife.
Im Mai 2000 nahm er an der Fernsehshow Big Brother VIP teil, die über eine Woche ging. Im Frühjahr 2002 wechselte er in das Vormittagsprogramm Lijn 4 von RTL 4, das er bis Ende 2005 moderierte. Zusätzlich präsentierte er die Sendung DierEnzo! für RTL 4.

## Filmografie
- 1990: To Play or to Die (Spelen of sterven)
- 1994: Kats & Co - Pas de deux (TV-Serie)
- 1995: The Lounge (TV-Serie)
- 2002: DierEnZo! (TV-Serie)